# Рачок Ігор Карпович
Ігор Карпович Рачок (* 25 лютого 1937 р. с. Лавіркове Талалаївського району) — бандурист школи Євгена Адамцевича та Федора Співака. Заслужений працівник культури України з 2008.

## Біографія
Народився у родині колишнього станового козака Карпа Рачка, небіж старшини Армії УНР. За спогадами з дитинства, під час Другої світової війни у рідній хаті у селі Лавірковому по черзі стояли італійські, угорські, румунські, німецькі, а згодом і сталінські вояки. Від італійських солдатів навчився кількох народних італійських пісень. 
Після війни працював фактично на каторжній роботі - ремонтник шосейних шляхів.

### Шлях до творчості
Від батька навчившись грати на мандоліні й гітарі, а згодом на гармошці. За покликом душі прагнув опанувати український музичний інструмент — бандуру. 1964 року, придбавши стареньку бандуру, за 20 кілометрів ходив пішки в науку до колишнього учасника київської капели бандуристів Федора Співака, який проживав у селі Березівці. Таку ж відстань долав у протилежному напрямку до Ромна, де мешкав інший його вчитель-бандурист — Євген Адамцевич. 
Опанувавши нотну грамоту, займався музичною самоосвітою. Про його неабиякі музичні здібності свідчило те, що, користуючись книгою видатного українського музикознавця Філарета Колесси «Мелодії українських народних дум», він вивчив і взяв до свого репертуару кілька дум, як от: Дума про Марусю Богуславку, Невольничий плач, Дума про Олексія Поповича. В його репертуарі були також історичні пісні Про Саву Чалого, Про зруйнування Січі Запорізької, Про Хортицю. Мав приємний голос, співав у своєрідній кобзарській манері.

### Особистість
Рачок — глибоко релігійна людина, стійкий у своєму православному віруванні, начитаний у Святому письмі. Найпереконливішим доказом свого вірування наводить приклад творимих Ісусом Христом всіляких див. Постійний слухач закордонних українських радіопередач, він був політично розвиненим. Пишався своїм покійним дядьком — учасником Визвольних змагань в Армії УНР. У невеликому Лавірковому не мав ні однодумців, ні достойного співрозмовника. Про своїх односельців говорив, що навколо нього проживають лише «люди матеріальні».
Рачок із рідного села практично не виїжджав. Хіба що до церкви до Ромна у свята вибирався. Після смерті батьків він жив самотньо. Інколи його відвідували шанувальники. Репертуар Рачка постійно поповнювався.
Наприкінці 1970-х років Ігор одружився. Його дружина Марія мала квартиру в Ромні. Працювала в аптеці. Зійшлися вони на ґрунті спільної християнської віри. Проте він далі жив в Лавірковому, а дружина лише у вільний час приїздила до нього.
Зустрічався з Георгієм Кириловичем Ткаченком з його старосвітською бандурою. Приголомшений грою цієї бандури, Рачок загорівся бажанням і собі придбати таку ж. Особливо вразила її надзвичайна легкість і менші розміри (Рачок мав громіздку та важку бандуру чернігівської фабрики, яка утруднювала пересування з нею).
Замовив бандуру у відомого музичного майстра Василя Сніжного (це була остання майстрова бандура, після виготовлення якої Василь Сніжний помер).

### Оцінки критиків
Відомий київський бандурист Георгій Ткаченко називав I.Рачка справжнім кобзарем і великим українським патріотом. Думи у виконанні I.Рачка є прикладом рецитації у стані емоційного напруження з характерним для дум початковим вигуком «гей-гей», так званими високими плачами у верхньому регістрі та їх експресивними переходами у нижній у властивому думам дорійському звукоряді на фоні експресивного клекотання бандури.